# Forest Hills (Kentucky)
Forest Hills – miasto w Stanach Zjednoczonych, w stanie Kentucky, w hrabstwie Jefferson.